# Das Zimmer (1994/2000)

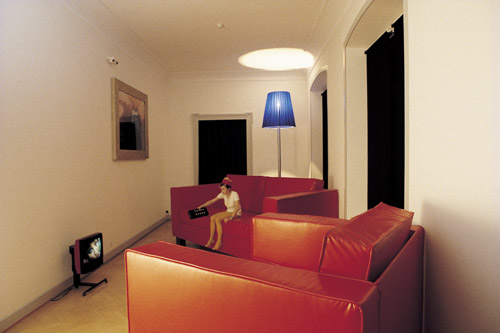
Das Zimmer, Installation

Das Zimmer (1994/2000) ist eine Audio-Video-Installation der Schweizer Künstlerin Pipilotti Rist aus den Jahren 1994 und 2000.

## Beschreibung
Ein übergrosses knallrotes Sofa und ein ebensolcher Sessel stehen auf flauschigem, grünem Teppichboden. In der Ecke zwischen ihnen gibt eine Stehlampe mit altmodischem grünem Schirm Licht. Über dem Sofa hängt ein Videostill, gegenüber steht ein Fernsehgerät in Standardgrösse. Die Fernbedienung dazu liegt auf dem Sofa, ist allerdings ebenfalls überdimensioniert. Damit können die Besucher alle Einkanal-Videoarbeiten der Künstlerin vom frühen I’m Not The Girl Who Misses Much (1986) bis zu Laat Je Haar Neer (Lass Dein Haar Herunter, Let Your Hair Down) (2009) auswählen. So lässt sich in der Installation eine Filmretrospektive der Künstlerin auf dem Bildschirm sehen.
Der Kurator Richard Julin beschrieb im Gespräch mit Rist das Setting dieser Installation als eine Art Retrospektive ihrer Arbeiten, was Rist bestätigte. Hier, so die Künstlerin könne eine ganze Reihe ihrer Videos gezeigt werden, aber es sei möglich, das Programm um einige Arbeiten zu ergänzen, die nur bei dieser Ausstellung vorkämen. Die Bandbreite umfasse:
- Hau die Sonne in den Computer, 1989, 1 Minute; produziert für MAX DRS, 14. Dezember 1989, Redaktion von Barbara Bürer, als Antwort auf ihre Frage: Sind Sie ein politischer Künstler?
- You Called Me Jacky, 1990, 4 Minuten; Musik: Edna and Jacky von Kevin Coyne. Die Künstlerin äußerte, dieses Video stelle eine «Playback-Überlebenssituation» dar.[3]
- À la belle étoile, 2007, 7 Minuten; Extrakt aus der Audio-Video-Installation mit einer grossen Projektion auf dem Platz vor dem Centre Pompidou in Paris. Musik aus Homo Sapiens Sapiens (2005) von Anders Guggisberg und Pipilotti Rist
- (Entlastungen) Pipilottis Fehler, 1988, 12 Minuten (Langversion); Musik von Hans Feigenwinter. Les Reines Prochaines und Pipilotti Rist. Hier, so die Künstlerin, werde ein Tanz ihrer Charakterfehler und der Maschinen gezeigt. In dieser Arbeit würde die Ähnlichkeit von technischen Maschinenfehlern, Charakterdefiziten und psychosomatischen Störungen untersucht.[3]
- Homo Sapiens Sapiens, 2005, 6 Minuten von total 21 Minuten, Extrakt aus der Audio-Video-Installation, mit einer grossen Projektion an die Decke der Kirche San Stae in Venedig anlässlich der Biennale von Venedig, Musik von Anders Guggisberg und Pipilotti Rist
- I’m Not The Girl Who Misses Much, 1986, 5 Minuten; Musik nach Happiness Is a Warm Gun von John Lennon / Paul McCartney. Gemäß der Künstlerin sei dieses Werk ein «exorzitisches Überlebensband», in dem die «positive Hysterie» beschworen werde.[3]
- Saadet Türkös singt Swan auf Türkisch, 1996, 4 Minuten; Musik von Anders Guggisberg und Pipilotti Rist, inspiriert von der Videoinstallation Shooting Divas im Centre d’Art Contemporain Genève
- Sexy Sad I, 1987, 4 Minuten;  Musik von Lori Hersberger und Pipilotti Rist nach dem Lied Sexy Sadie von John Lennon / Paul McCartney. Rist beschrieb diese Arbeit als ein Porträt des Kampfes mit dem anderen Geschlecht. Die «Ambivalenz der fragilen männlichen Dominanz» werde thematisiert.[3]
- Pickelporno, 1992, 12 Minuten; Musik von Peter Bröker, Les Reines Prochaines und Pipilotti Rist. Dieses Video, so die Künstlerin versuche «eine Reise knapp vor und hinter den Augendeckeln».[3]
- Blauer Leibesbrief, 1992–1998, 1 Minute. Extrakt aus der Audio-Video-Installation mit diagonaler Projektion, Musik von Pipilotti Rist
- I Want To See How You See (a portrait of Cornelia Providoli), 2004, 5 Minuten; Musik von Anders Guggisberg und Pipilotti Rist, produziert für die Videoanthologie von Bick Productions New York
- Als der Bruder Meiner Mutter geboren wurde, duftete es nach Birnenblüten vor dem braungebrannten Sims, 1992, 4 Minuten;  Musik: Heinz Rohrer und Pipilotti Rist. Gezeigt wird hier eine Geburt im Gebirge.
- Sip My Ocean, 1996, 10 Minuten. Extrakt aus der Audio-Video-Installation. Musik: Coverversion von Wicked Game von Chris Isaac, gespielt von Anders Guggisberg und Pipilotti Rist
- Laat Je Haar Neer (Lass Dein Haar Herunter), 2009, 12 Minuten. Musik von Anders Guggisberg und Roland Widmer. Produziert für die permanente Audio-Video-Installation im Treppenhaus von Bojmans van Beuningen, Rotterdam
- Extrakte aus der Videoinstallation Open My Glad, 2000, 7 × 1 Minute, für den Astrovision Screen am Times Square New York, mit Public Art Fund: Einzeltitel: Tribute To Your Inner, No Screen Can Keep Us Apart, Dinner Is Ready In 5 Minutes, Be Nice To Me, I Want To Be Guilty, Help Me To Be Honest, You're Not Perfect That's Perfect
- I'm A Victim Of This Song (Ich bin ein Opfer dieses Liedes) sah Rist wie auch ihre anderen Videoarbeiten als «audiovisuelles Gedicht».[3] Gefilmt wurde vor allem im Café Prückel in Wien. Das Rohmaterial sei aus Rists Wunsch entstanden in diesem Lieblingscafé von ihr fünfzehn verschiedene Lampenmodelle aufzunehmen. Erst am Rohmaterial habe sie gesehen, dass manche Besucherinnen Karten gespielt hätten, eine andere ein Buch gelesen habe. Der poetische Effekt sei so viel deutlicher erzielt worden als bei einer regiegesteuerten Aufnahme.[5] Der Soundtrack sei in der Installation Sip My Ocean von 1996 erneut verwendet worden.[3]
- Apple Tree Innocent on Diamond Hill (Apfelbaum, unschuldig auf dem Diamantenhügel). Diese Arbeit entstand nach Rists etwa eineinhalbjähriger Schaffenspause, die sie in Kalifornien verbrachte.
- Nichts. Gemäss Rist enthalte dieses Video «Qualitäten der buddhistischen Leere», weswegen sie es als japanische Arbeit bezeichne.[3] Es sei eine «Maschine ohne Video» und «das Abfallprodukt einer Recherche». 1999 hätte ihr Team mit Projektionen auf Rauch experimentiert. Die Umgebung spiegelte sich darin in einer vergänglichen Form, weshalb es kein Video mehr brauchte.[6]

## Entstehung und Präsentation

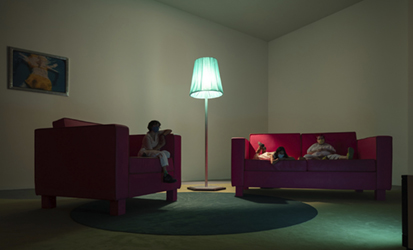
Das Zimmer

Die Installation entstand unter Mitarbeit von Urs Grob, Tamara Rist, Hugo Schmid und Käthe Walser.
Erstmals zeigte Rist die Arbeit 1994 in ihrer ersten Einzelausstellung in der Kunsthalle Sankt Gallen, für die sie entstanden war. Teil der Präsentation war auch eine frühe Variante von Sip My Ocean. Die Verwandlung des Museums in ein öffentliches Wohnzimmer sei mit der Auswahl von Das Zimmer (1994/2000) unterstrichen worden: Ein privater Raum sei in einem öffentlichen vorgetäuscht worden, ebenso wie bei Stadtlounge.
Die Künstlerin hat es um die Jahreswende 2014/2015 dem Museum als Dauerleihgabe überlassen. Es ist dort seit September 2018 als permanentes Exponat in das Café des Kunstmuseums integriert.

## Deutung
Die Assoziation Heimeliges Wohnzimmer wird durch die riesigen Proportionen gestört: Erwachsene fühlen sich auf dem Sofa wieder wie ein Kleinkind. Massstäbe und Erinnerungen sind subjektiv, nur das Fernsehgerät ist eine Konstante. Durch die Möglichkeit, Perspektiven zu verändern, wirkt die Installation zwar fröhlich, aber auch bedrohlich.
Rist verbindet das Riesige und das Winzige nicht nur mit der räumlichen Dimension, sondern auch mit dem Erleben von Zeit. In einem veränderten Raum erfahren Menschen Zeit anders als üblich. Sind die Objekte kleiner als in Wirklichkeit, wird auch ein zeitliches Kontinuum als kürzer erlebt als unter normalen Umständen. Da aber Rists Installation nicht nur vergrösserte, sondern auch Objekte in Standardgrösse enthält, lassen sich für das Erleben von Zeit keine eindeutigen Voraussagen treffen. Das Kunstwerk fordert die Betrachtenden heraus, ihren eigenen Standpunkt in Raum und Zeit zu bestimmen.

## Ausstellungsorte (Auswahl)
- 1994 und seit 1998 permanent: Kunstmuseum St. Gallen: Einzelausstellung Pipilotti Rist, I’m Not The Girl Who Misses Much – Ausgeschlafen, frisch gebadet und hochmotiviert. 1994
- 1996: Chisenhale Gallery, London: Einzelausstellung Pipilotti Rist, Slept In, Had A Bath, Highly Motivated.[11]
- 2021/2022: Museum of Contemporary Art, Los Angeles: Pipilotti Rist. Big Heartedness, Be My Neighbor.[9]